# Drnov
Drnov je vesnice, část obce Žižice v okrese Kladno ve Středočeském kraji. Leží jeden kilometr jihozápadně od Žižic a 5,5 kilometru východně od Slaného u vrchu Provázek (301 metrů). V roce 2011 zde trvale žilo 99 obyvatel. Součástí Drnova je též osada Mlýnek, situovaná v údolí Červeného potoka asi 600 metrů severozápadně.

## Historie
První písemná zmínka o vesnici pochází z roku 1449.
Písemné zprávy z 15. století se vztahují k Markétě z Drnova, manželka Bohunka z Olbramovic. V 15. a 16. století obec patřila k městu Slaný, v pobělohorských konfiskacích ji získal Jaroslav Bořita z Martinic. Ve druhé polovině 18. století objeveno uhlí. V Drnově těžili již kolem roku 1765 sedláci z otevřené jámy první uhlí na Slánsku. U vesnice se nachází opuštěný důl Leopold.
Po obci je v Praze pojmenována ulice Drnovská, na jejíž výstavbu se vozil kámen právě z Drnova.

## Současnost
Nedaleko obce se z dob minulých tyčí rozlehlá kasárna (až do počátku devadesátých let zde bylo radarové stanoviště protivzdušné obrany Prahy), která jsou v současné době opuštěná. V podzemí bylo v osmdesátých letech 20. století umístěno velitelské stanoviště 71. protiletadlové raketové brigády. Mezi lety 1985 a 2003 byla odtud nepřetržitě zajišťována bezpečnost vzdušného prostoru nad Prahou. Od roku 2009 zde sdružení Bunkr Drnov buduje Muzeum studené války a protivzdušné obrany a objekt zpřístupňuje.

## Obyvatelstvo
| Rok            | 1869 | 1880 | 1890 | 1900 | 1910 | 1921 | 1930 | 1950 | 1961 | 1970 | 1980 | 1991 | 2001 | 2011 | 2021 |
| -------------- | ---- | ---- | ---- | ---- | ---- | ---- | ---- | ---- | ---- | ---- | ---- | ---- | ---- | ---- | ---- |
| Počet obyvatel | 236  | 273  | 276  | 251  | 296  | 286  | 257  | 192  | 158  | 126  | 98   | 70   | 62   | 99   | 133  |
| Počet domů     | 38   | 41   | 42   | 43   | 46   | 50   | 55   | 56   | 56   | 42   | 36   | 50   | 51   | 55   | 63   |

## Obecní správa
Při sčítání lidu v letech 1850–1960 Drnov byl samostatnou obcí, se kterým patřil nejprve do okresu Slaný, ale od roku 1960 v okrese Kladno. Od 1. července 1960 je částí obce Žižice v okrese Kladno.

## Pamětihodnosti
Na návsi se nachází pomník k uctění památky padlým občanům obce Drnova.  Dále se zde nachází kaple a kříž na kamenném podstavci.